# Хан-Крумски скален манастир
Хан-Крумският манастир е скален манастир, разположен по югоизточната част на скалния венец на Шуменското плато, в близост до село Хан Крум. Част е от комплекса скални манастири, църкви и монашески килии, обитавани от монаси исихасти през XII – XIV век.

## Местоположение
Разположен е в югоизточната част на Шуменското плато на надморска височина около 360 м северно от село Хан Крум. Под него се намира Калугеровия боаз, който отделя източния склон, върху който се намира основната част от комплекса – „Калугерската пещера“. На западния склон на боаза се намира „Момина скала“, в която е вкопана скална обител, известна като „Килията“. Двете образуват скалния комплекс.
До манастира се достига от юг по коларски път от село Хан Крум и от север през Шуменското плато. От информационния център на природен парк „Шуменско плато“ започва туристичести маршрут, преминаващ през „Паметника на курсистите“. До последния се достига с автомобил, откъдето се продължава пеша. До скалната обител се достига след около час.

## Описание
Калугеровата пещера образува основната част от комплекса над Хан Крум. До нея се достига посредством изсечени в скалата стъпала. Поради тази си особеност се нарича и Стълбената пещера. Стълбището е двойно. Първоначално започва в източна посока и след малка площадка приблизително в средата извива на запад, като навлиза в скалата и по този начин вляво се образува своеобразна ограничителна стена. Над последното стъпало към входа е имало дървен покрив.
Калугеровата пещера е обособена в три помещения, като е използвана естествена пещера, която била дообработвана с твърди сечива. Източното помещение представлява църквата и е с приблизителни размери от 4 на 7 метра. Притежава апсида с цилиндричен свод и две симетрични ниши. Вляво от апсидата има изработена по-голяма ниша. По пода, стените и тавана се откриват жлебове, които в миналото са служили за прикрепване на дървен иконостас, разделящ наоса от олтара. Църквата се осветява от два естествени отвора в скалата от юг.
Средното помещение е предверието и е с приблизителни размери 3,5 на 4 метра. То е продължение на входния тунел и вероятно е имало дъсчен под. В дъното му в северната стена е вкопана правоъгълна ниша.
Западното помещение е най-малко и е с размери около 3 на 3 метра и височина около 2 метра. В южната стена има два големи отвора, които вероятно са затваряни с дървени капаци.
- Изглед към „Момина скала“
- Входът на скалния манастир под стълбището
- В църквата
- Изглед към третото помещение